# No Retreat... No Surrender
Albums de Nocturnal Breed
Aggressor
(1997) The Tools of the Trade
(1999)
No Retreat… No Surrender est le deuxième album studio du groupe de Black/Thrash metal norvégien Nocturnal Breed. L'album est sorti en 1998 sous le label Hammerheart Records.
Le neuvième titre, Under the Blade est une reprise du groupe de Glam metal Twisted Sister.

## Liste des morceaux
1. The Artillery Command 3.12
2. Thrash the Redeemer 3.13
3. Warhorse 3.41
4. Killernecro 2.09
5. No Retreat… No Surrender 5.02
6. Beyond Control 1.18
7. Sodomite 3.59
8. Fists of Fury 2.35
9. Under the Blade (reprise du groupe Twisted Sister) 4.01
10. Roadkill Maze 3.45
11. Possessed 2.57
12. Armageddon Nights 8.13
13. Outro - Insane Tyrant 1.02